# Chlorissa insignata
Chlorissa insignata là một loài bướm đêm trong họ Geometridae.